# Waalse Pijl 1990
De 54e editie van de Waalse Pijl (ook wel bekend als La Flèche Wallonne) werd gehouden op woensdag 11 april 1990. Het parcours had een lengte van 208 kilometer. De start lag in Spa en de finish was op de Muur van Hoei. Van de 194 gestarte renners bereikten 125 coureurs de eindstreep. De Nederlander Gert-Jan Theunisse eindigde als derde, maar werd later gediskwalificeerd vanwege dopinggebruik.

## Verloop
De Schotse renner Robert Millar ontsnapte 32 kilometer voor het einde uit een kopgroep van vier. Hij reed 25 kilometer lang alleen aan kop maar werd toen ingehaald door de groep met favorieten. Op de laatste beklimming van de Muur van Hoei zette Gert-Jan Theunisse de aanval in. Moreno Argentin reageerde alert en schoot op het laatste rechte eind als een katapult weg. “Zo'n aankomst is een kolfje naar mijn hand. Het is bovendien een typisch Italiaanse klim”, zei Argentin.
Na zijn tweede plaatsen in 1985 en 1988 won Argentin voor het eerst deze Waalse klassieker. De Italiaan kwam boven met drie seconden voorsprong op de Fransman Jean-Claude Leclercq, de winnaar van 1987. Theunisse finishte als derde, vlak voor zijn ploegmaat Steven Rooks (vijfde). De Belgische renner Claude Criquielion, de winnaar van vorig jaar, moest de groep met favorieten laten gaan en hij kwam als beste Belg binnen op de negentiende plaats. 

## Doping
Op 18 mei, vijf weken na de wedstrijd, werd bekend dat Gert-Jan Theunisse betrapt was op dopinggebruik. Evenals in de Ronde van Frankrijk van 1988 was bij de Nederlander een te hoge dosis van het verboden middel testosteron aangetroffen. Hij raakte zijn derde plaats kwijt en kreeg een voorwaardelijke schorsing van drie maanden met een geldboete van 5.000 gulden.

## Uitslag
| Waalse Pijl 1990 |                      |                          |          |
| Plaats           | Naam                 | Ploeg                    | Tijd     |
| Winnaar          | Moreno Argentin      | Ceramiche-Ariostea       | 5u21'00" |
| 2                | Jean-Claude Leclercq | Helvetia-La Suisse       | + 3"     |
| 3                | Gert-Jan Theunisse   | Panasonic-Sportlife      | + 6"     |
| 4                | Miguel Indurain      | Banesto                  | + 10"    |
| 5                | Steven Rooks         | Panasonic-Sportlife      | + 14"    |
| 6                | Stephen Roche        | Sigma-Sigma-KB-Ford      | + 18"    |
| 7                | Ron Kiefel           | 7 Eleven-Hoonved-Wamasch | + 22"    |
| 8                | Raúl Alcalá          | PDM-Ultima-Concorde      | + 29"    |
| 9                | Robert Millar        | Z                        | + 37"    |
| 10               | Davide Cassani       | Ceramiche-Ariostea       | + 45"    |
|                  |                      |                          |          |
| 19               | Claude Criquielion   | Lotto-Super Club-MBK     | + 1'05"  |

1936 · 1937 · 1938 · 1939 · 1940 · 1941 · 1942 · 1943 · 1944 · 1945 · 1946 · 1947 · 1948 · 1949 · 1950 · 1951 · 1952 · 1953 · 1954 · 1955 · 1956 · 1957 · 1958 · 1959 · 1960 · 1961 · 1962 · 1963 · 1964 · 1965 · 1966 · 1967 · 1968 · 1969 · 1970 · 1971 · 1972 · 1973 · 1974 · 1975 · 1976 · 1977 · 1978 · 1979 · 1980 · 1981 · 1982 · 1983 · 1984 · 1985 · 1986 · 1987 · 1988 · 1989 · 1990 · 1991 · 1992 · 1993 · 1994 · 1995 · 1996 · 1997 · 1998 · 1999 · 2000 · 2001 · 2002 · 2003 · 2004 · 2005 · 2006 · 2007 · 2008 · 2009 · 2010 · 2011 · 2012 · 2013 · 2014 · 2015 · 2016 · 2017 · 2018 · 2019 · 2020 · 2021 · 2022 · 2023 · 2024 · 2025 · 2026
Lijst van beklimmingen